# Ida da Áustria
Ida da Áustria, também conhecida como Ida de Formbach-Ratelnberg (c. 1055 – setembro de 1101) foi uma marquesa da Áustria pelo seu casamento com Leopoldo II da Áustria. Ela foi uma cruzada, tendo participado da Cruzada de 1101, com seu próprio exército.

## Família
Ela era filha de Rapoto IV de Cham e Matilde. Ela também é conhecida como Itha. Casou-se com Leopoldo II da Áustria e deu-lhe um filho, Leopoldo III. Ida era conhecida como uma das mulheres mais belas de sua época. Seus filhos foram:
- Leopoldo III (1073-1136), que sucedeu a seu pai como marquês da Austria
- Adelaide (d. depois de 1120), casado com Teodorico II de Formbach
- Isabel (d. 1107), casada com o marquês Otacar II da Estíria
- Gerberga (d. 1142), que casou-se com o Duque Bořivoj II da Boémia
- Ida (filha), que casou-se com o príncipe Luitpoldo de Znojmo
- Eufémia, casada com  Conrado I Peilstein
- Sofia (d. 1154), que se casou com Henrique de Eppenstein, Duque de Caríntia de 1090 a 1122, e, em segundo lugar, a Contagem de Sieghard X de Burghausen.

## Vida
Em 1101, Ida, ao lado de Thiemo de Salzburgo e dos duques Guelfo IV da Baviera e Guilherme IX da Baviera, juntou-se à Cruzada de 1101, e levou seu próprio exército para Jerusalém.
Em setembro do mesmo ano, ela e seu exército estavam entre os que foram emboscados em Heracleia Cibistra pelo sultão Quilije Arslã I. Eceardo de Aura relata que a Ida foi morta em combate, mas rumores persistentes afirmam que ela sobreviveu e foi levada para um harém, onde teria dado à luz a Zengui. Já Alberto de Asquigrão diz que, de acordo com algumas pessoas, ela foi levado ao Reino de Coração, em exílio permanente.
A versão de que ela morreu em combate parece ser a mais provável, tendo em vista que é baseada em relatos de pessoas que participaram das batalhas na terra santa, e tiveram acesso a fontes mais confiáveis.

## Na ficção
O destino de Ida é retratado no Beloved Pilgrim por Christopher Hawthorne (2011).